# Lirio (Motael)
Lirio ist eine Aldeia in der osttimoresischen Landeshauptstadt Dili. Die Aldeia liegt im Nordosten des Sucos Motael (Verwaltungsamt Vera Cruz). In der Aldeia leben 94 Menschen (2015).

## Lage

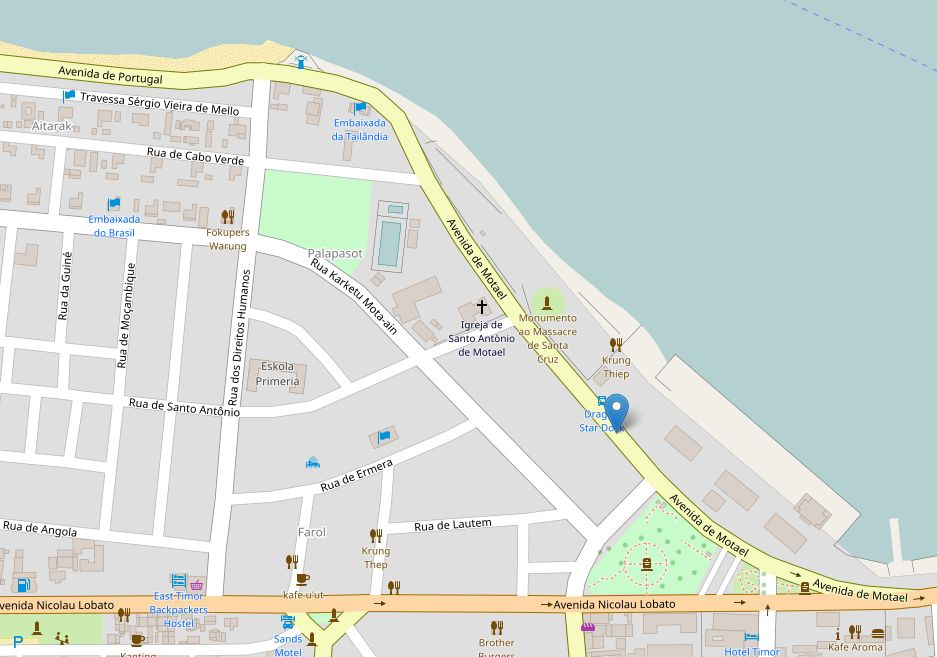
Straßenkarte von Lirio

Am westlichen Ufer der Bucht von Dili gelegen vereinigt Lirio die beiden historischen Stadtteile Farol im Süden und Palapaso im Norden. Die Westgrenze zur Aldeia Halibur bildet die Rua dos Direitos Humanos, die Südgrenze zur Aldeia Boa Morena und dem Suco Colmera die Avenida Nicolau Lobato. Südöstlich des Jardims 5 de Maio trennt die Sucogrenze zu Colmera das Leutnant-Manuel-Jesus-Pires-Denkmal von Motael ab. Die Avenida de Motael folgt der Küste im Osten und Norden.

## Einrichtungen und Sehenswürdigkeiten
Die Kirche Santo António de Motael war zwischen dem Ende des Zweiten Weltkrieges und der Fertigstellung des Neubaus 1988 die Kathedrale von Dili. An das Santa-Cruz-Massaker erinnert im davor liegenden Jardim Motael das Denkmal für das Santa-Cruz-Massaker (auch Estátua da Juventude).
Am Nordufer steht der Leuchtturm von Motael. Der Hafen am Ufer im Osten von Lirio ist der wichtigste Seehafen des Landes und Anlegestelle der Fähren nach Atauro und Oe-Cusse Ambeno. Gegenüber vom Leuchtturm befindet sich in einer 2003 mit koreanischer Hilfe renovierten Kolonialvilla das Ministerium für Tourismus und östlich die thailändische Botschaft. In Farol befinden sich die kubanische, die neuseeländische, die philippinische und die Botschaft des Souveränen Malteserordens.
Südlich des Tourismusministeriums liegt an der Rua dos Direitos Humanos der Jardim Borja da Costa. Im Osten von Farol liegt an der Avenida Mártires da Pátria der Jardim 5 de Maio (Garten 5. Mai) mit dem Integrationsdenkmal. Nördlich des Parks steht das 1953 erbaute Gebäude der Messe para Funcionários Solteiros, ein ehemaliges Wohnheim für ledige Kolonialbeamte, mit einem mit roten Ziegeln gedeckten Walmdach. Im Südosten liegt der Stadtpark Jardim 5 de Maio.
In Farol befinden sich der Sitz von USAID, die Direção Nacional dos Transportes Maritimos, der Sitz der Comissão Anti-Corrupção (CAC), der Sitz der HAK Association und die Grundschule (Escola Primaria Farol) sowie der Sitz des Sucos Motael an der Rua de Lautém.

## Galerie

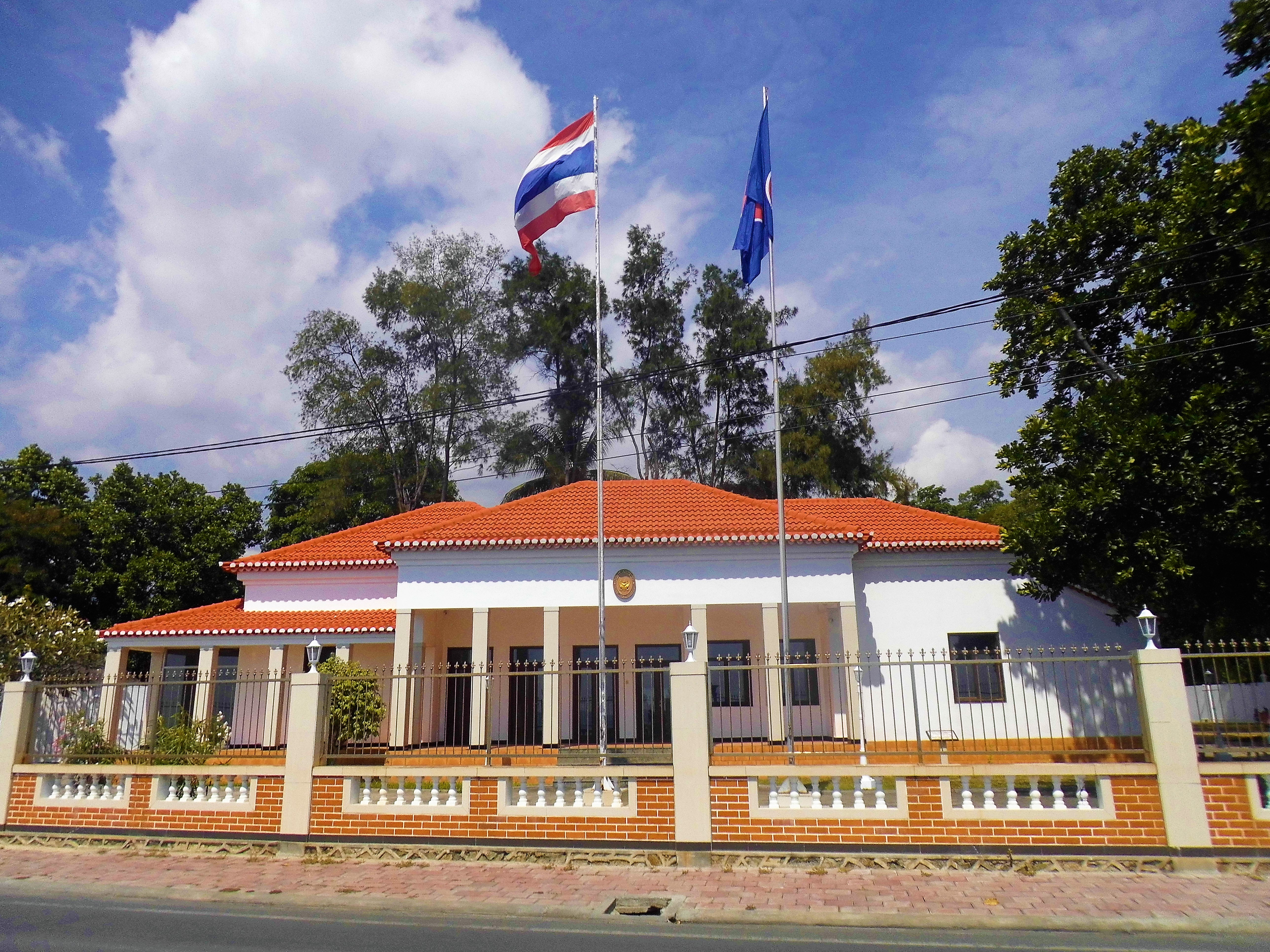
Botschaft Thailands
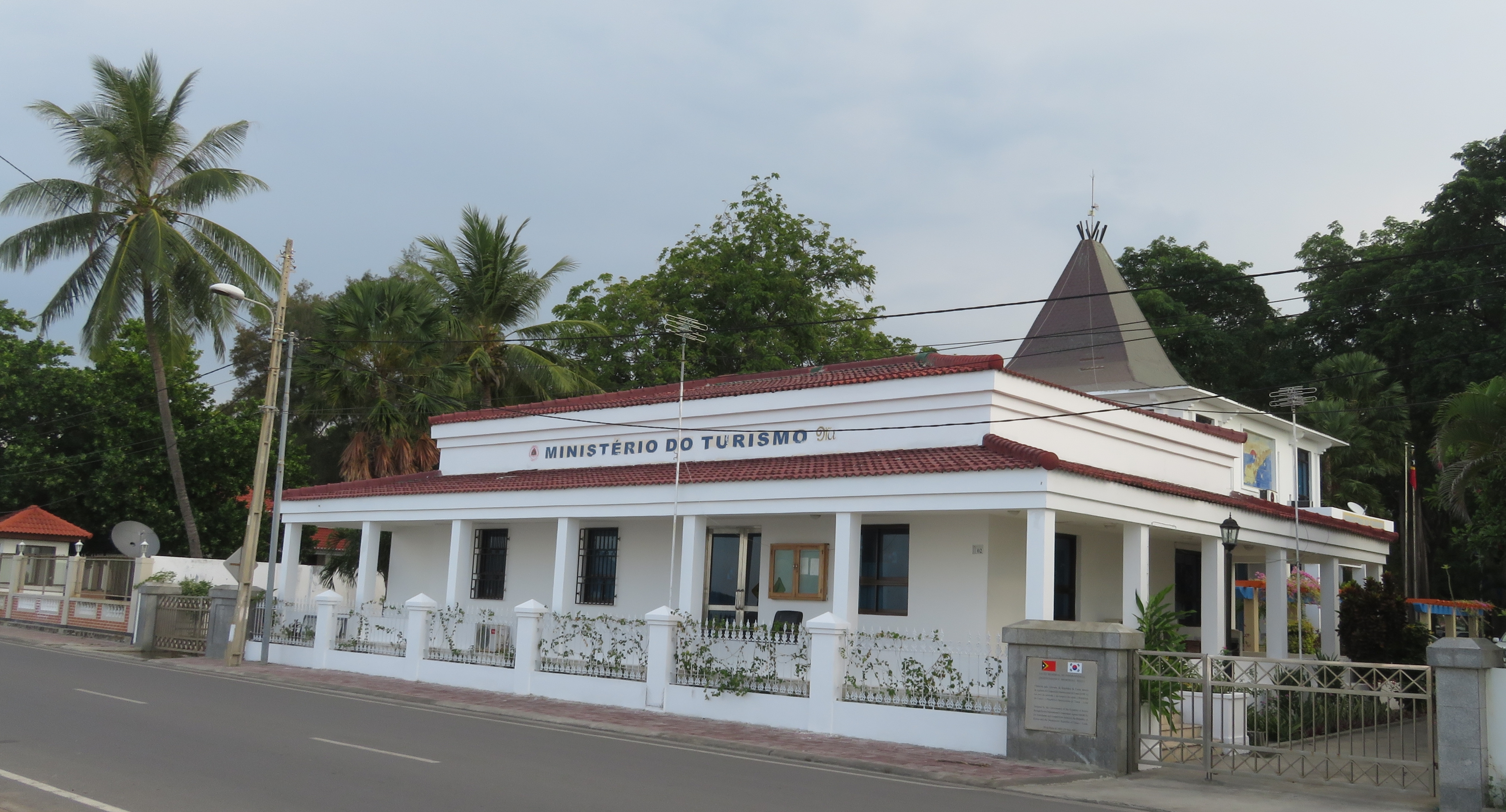
Tourismusministerium
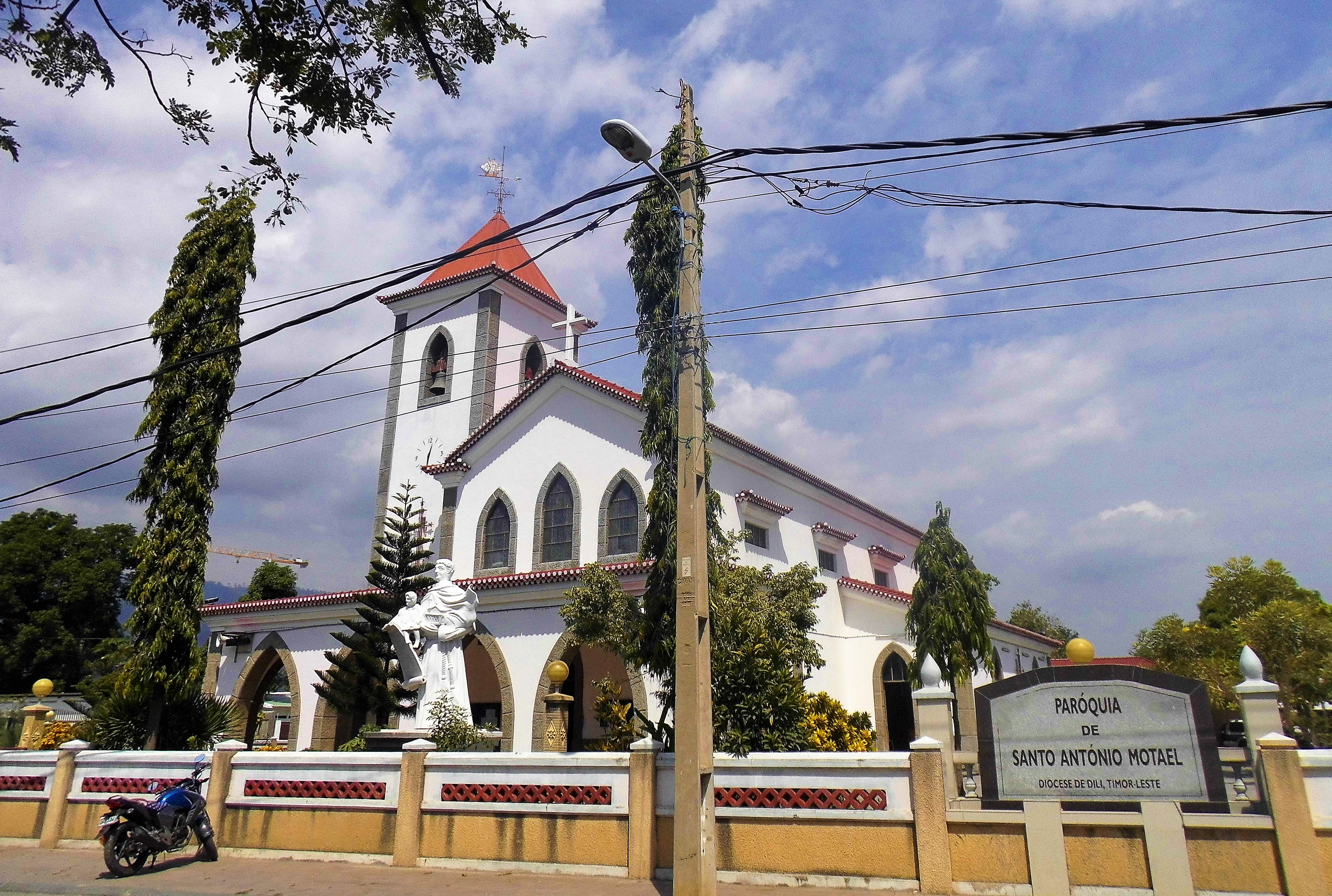
Santo-António-Kirche in Motael
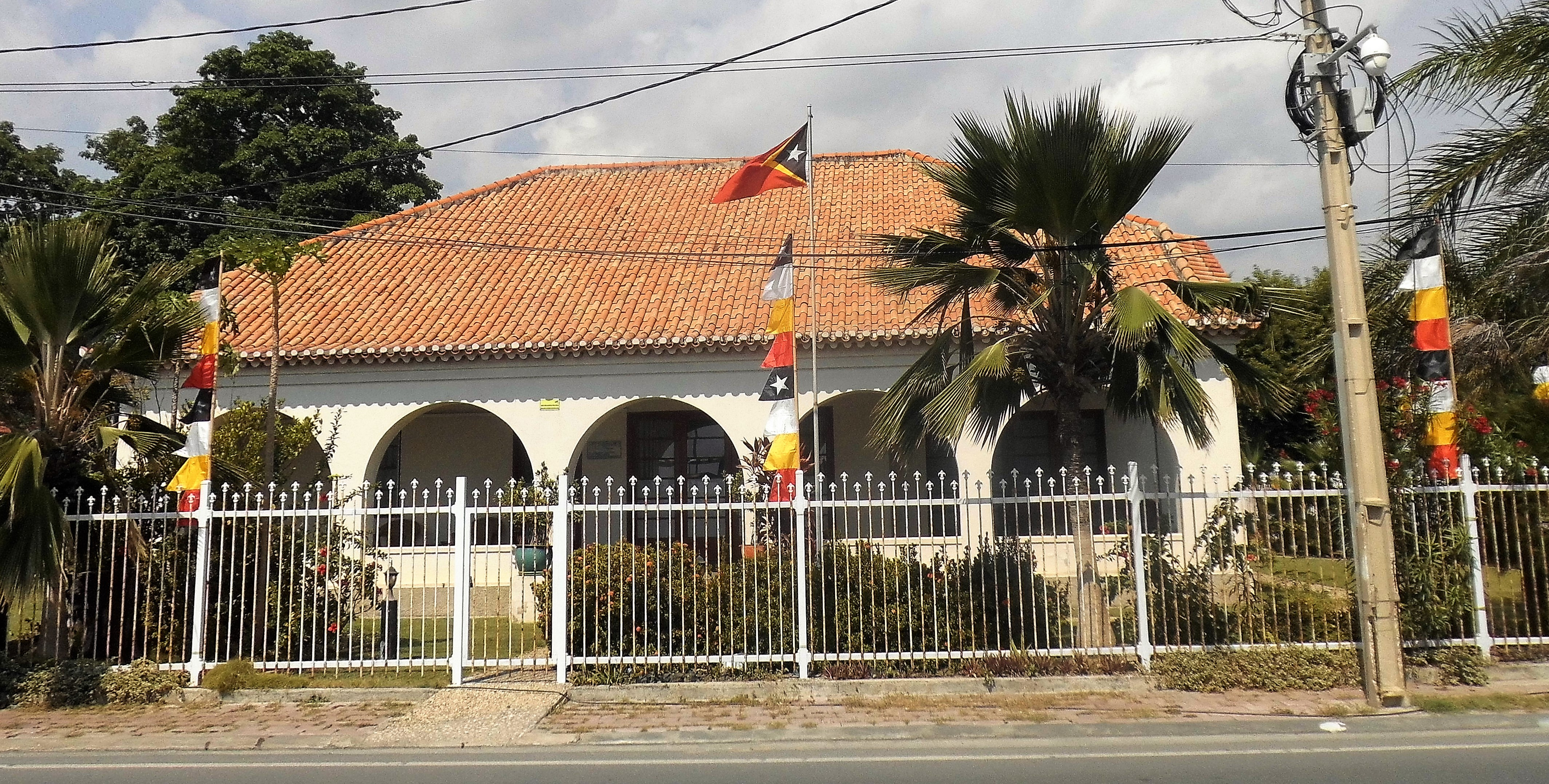
Direção de Minerais der Autoridade Nacional do Petróleo e Minerais ANPM
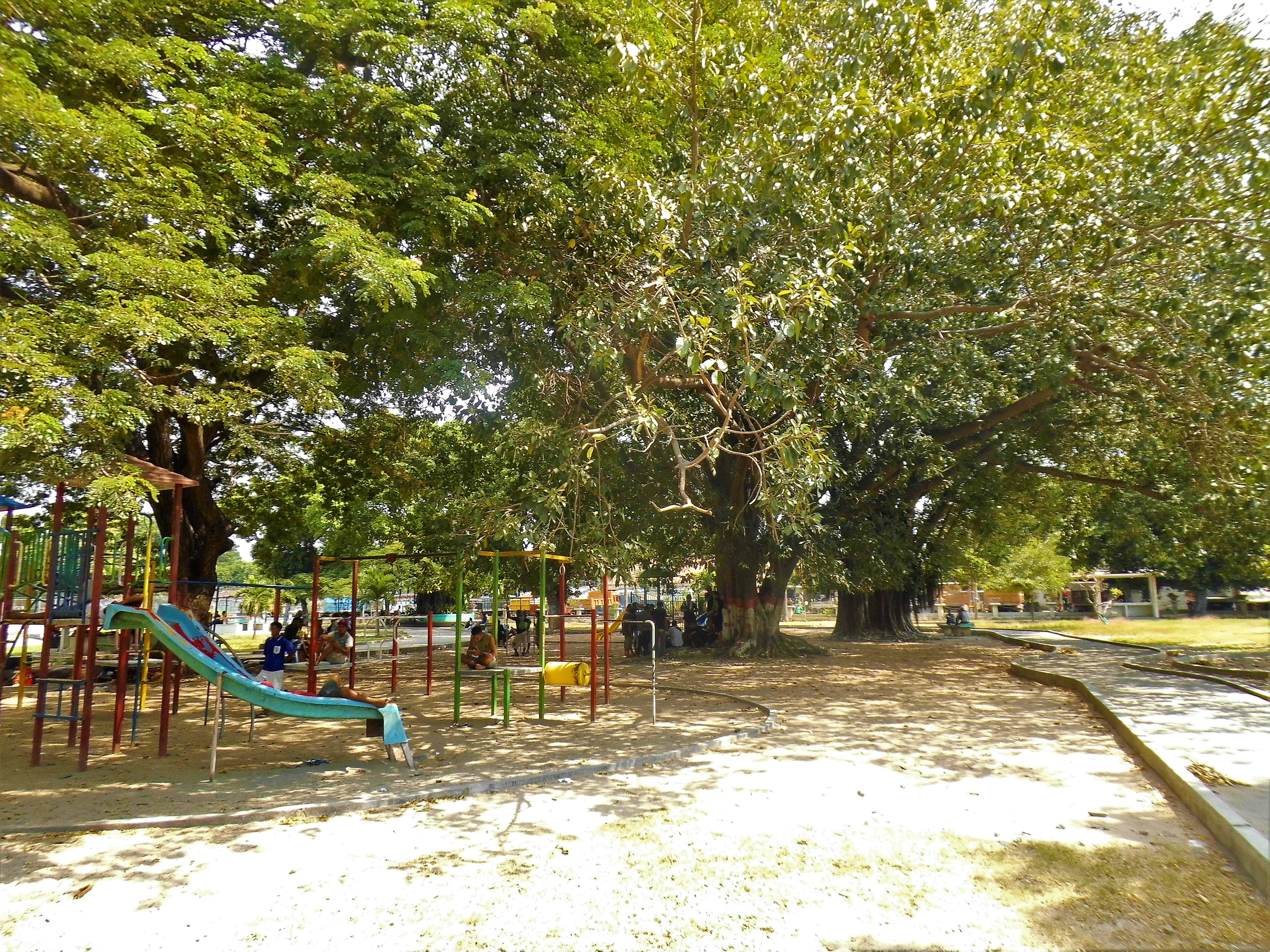
Jardim 5 de Maio
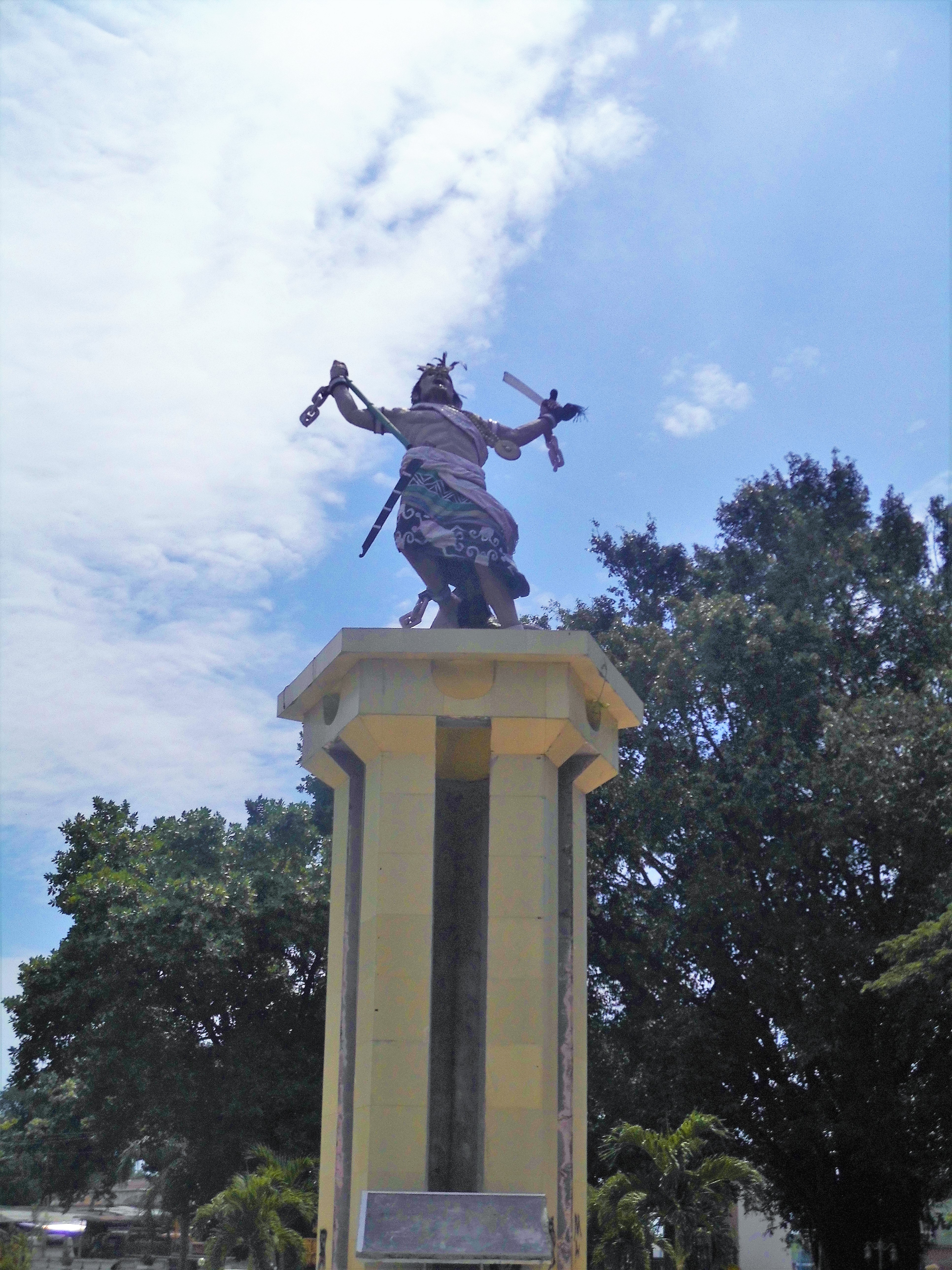
Integrationsdenkmal im Jardim 5 de Maio
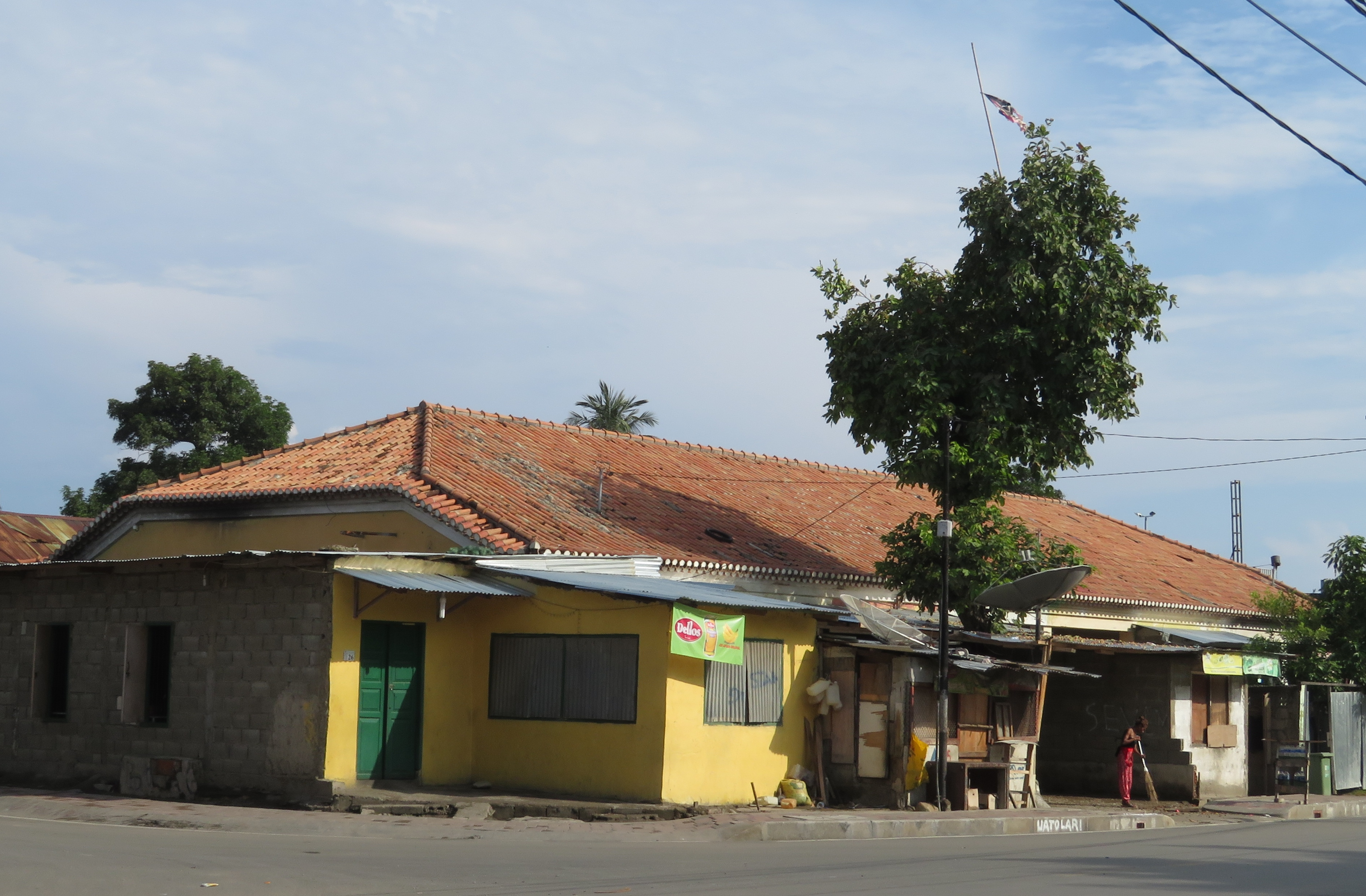
Messe para Funcionários Solteiros
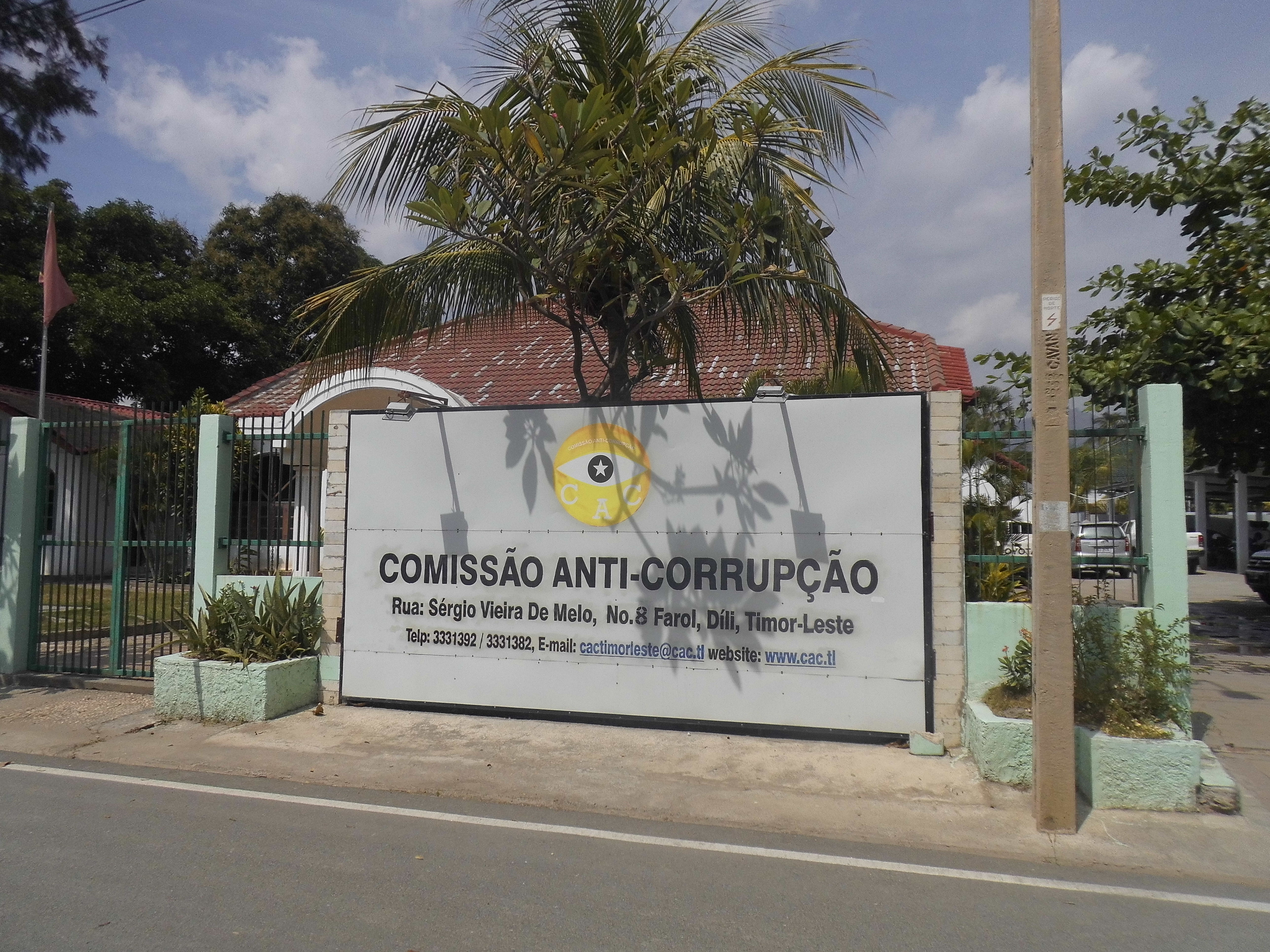
Comissão Anti-Corrupção
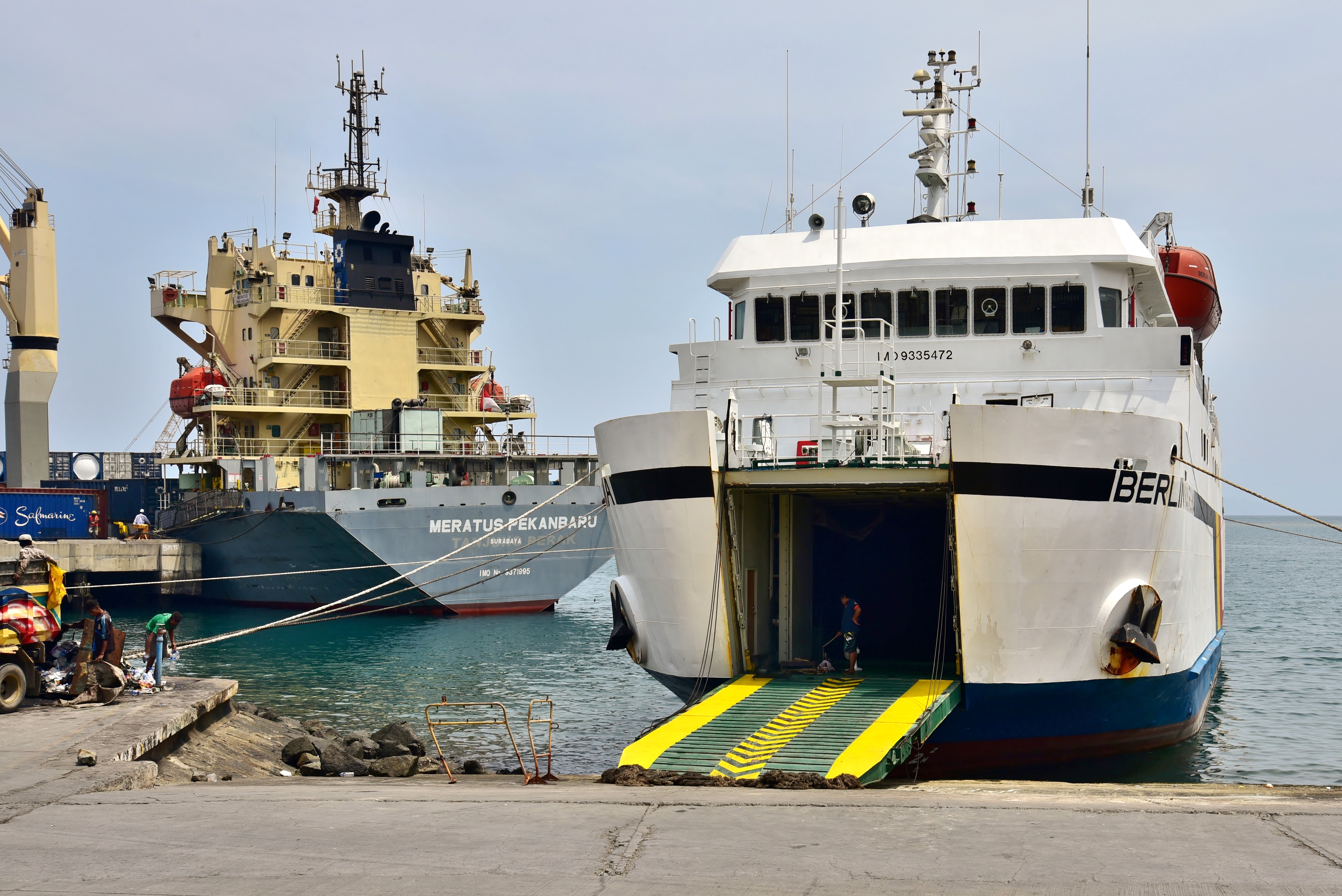
Die Berlin Nakroma im Hafen von Dili
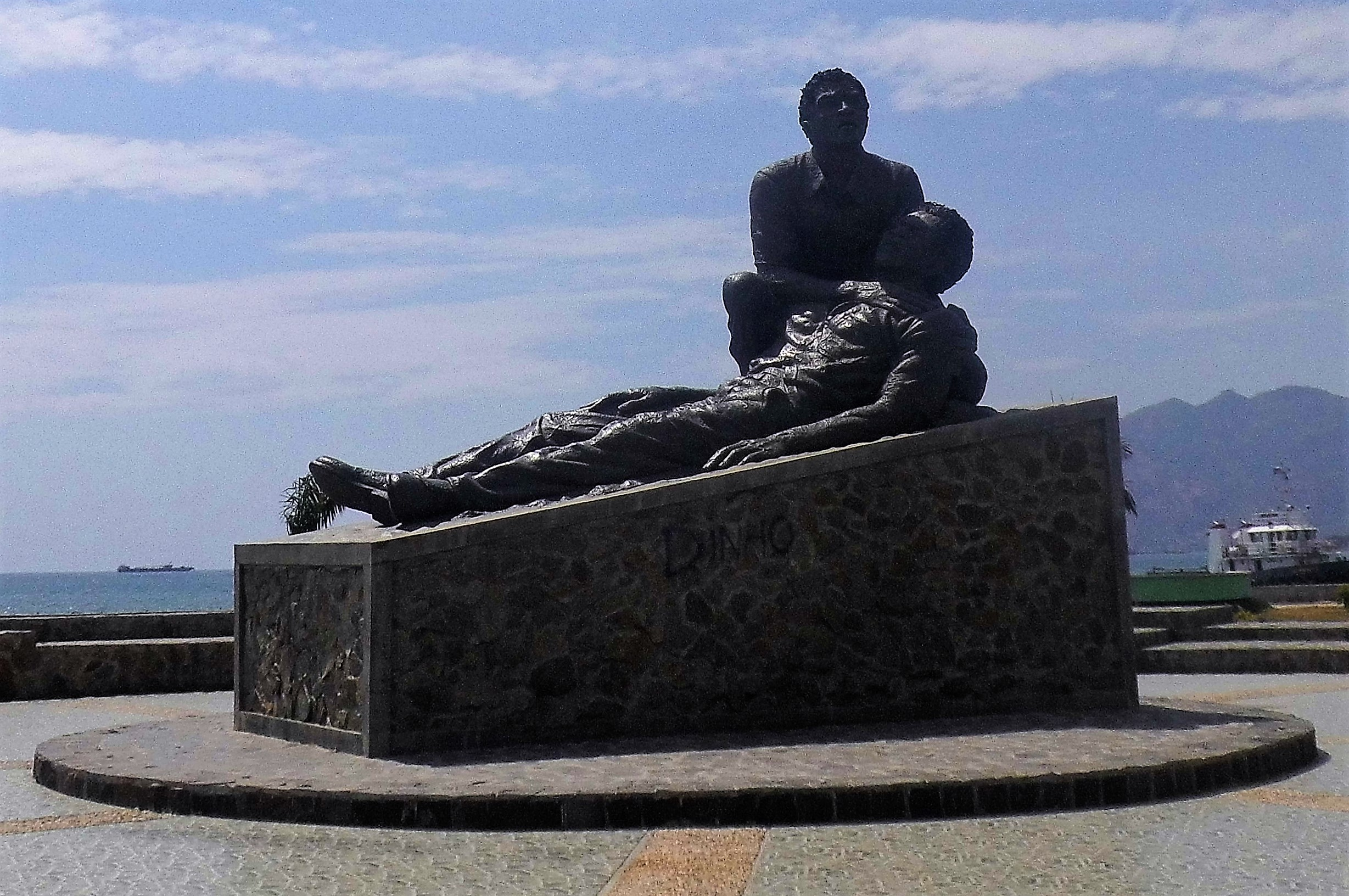
Denkmal für das Santa-Cruz-Massaker